# Ensayos (Montaigne)
Los Ensayos de Michel de Montaigne (1533-1592) son la obra cumbre del pensamiento humanista francés del siglo XVI.
Montaigne inicia la redacción de esta obra que le ocupará hasta la fecha de su muerte en 1592. Dos años antes había vendido su puesto como Consejero del Parlamento de Burdeos para retirarse a su castillo en el Périgord. No será la redacción de los Ensayos la única ocupación que tenga, ya que a la vez que administra sus posesiones Montaigne participa como noble católico en algunos de los episodios militares o políticos de las Guerras de religión de Francia. Viaja, desempeña en varias ocasiones el cargo de alcalde de Burdeos, y también hace de intermediario entre el rey Enrique III y el jefe protestante Enrique de Navarra (futuro Enrique IV). Los Ensayos se alimentan tanto de esta experiencia como de sus lecturas de humanista "jubilado" en su "biblioteca" de la torre de su residencia. Montaigne publica los libros I y II en Burdeos en 1580 y luego los completa y adjunta un tercer libro en la edición parisina de 1588. Continúa luego ampliando su texto de cara a una nueva edición. De ese trabajo han quedado dos testigos a veces divergentes: un ejemplar de los Ensayos plagado de correcciones manuscritas del propio Montaigne (el llamado ejemplar de Burdeos) y la edición póstuma de 1595.
La Iglesia católica incluirá esta obra en su Índice de Libros Prohibidos casi un siglo después de su publicación, en 1676.

## Una escritura fragmentaria
A imitación de las Obras morales del griego Plutarco (46-120), Montaigne concibe sus Ensayos como una "marquetería mal unida", y reivindica su desorden como prenda de su libertad y de su "buena fe". Este desorden se debe también al propio modo de escribir los Ensayos: Montaigne pensaba en voz alta y un secretario (existieron tres sucesivos) tomaba nota del dictado. Al preferir antes que la organización didáctica y antes que a la retórica de los pedantes un "aspecto poético, a saltos y a brincos", apuesta por la prosa abigarrada y diversa. Los 107 Ensayos sorprenden por esa razón por su variedad y por los contrastes que contienen. Si los más breves (especialmente en el libro I) son solamente notas de lectura que yuxtaponen en una o dos páginas algunas anécdotas comentadas brevemente, otras forman auténticos ensayos filosóficos, de inspiración estoica ("Porque filosofar es aprender a morir", I, 20) o escéptica ("Apología de Raimond Sebond", II, 12), cada vez más llenos de confidencias personales ("Sobre la vanidad", III, 9; "Sobre la experiencia", III, 13).
A la variedad de formas corresponde la de temas: Montaigne, afirmando "hablar sin preocuparse de todo lo que se presenta ante su fantasía", pasa sin transición de los "caníbales" (I, 31) a los "mandatos divinos" (I, 32), de los "olores" (I, 60) a las "oraciones" (I, 61). Algunos títulos engañosos esconden los capítulos más audaces: "Costumbre de la isla de Cea" (II, 3) discute la legitimidad del suicidio; "Sobre el parecido de los hijos con los padres" (II, 37) ataca a los médicos; "Sobre unos versos de Virgilio" (III, 5) incluye las confesiones de Montaigne acerca de su experiencia sobre el amor y la sexualidad; "Sobre las marcas" (III, 6) denuncia la barbarie de los conquistadores europeos...
Son también muy diversas las innumerables fuentes que Montaigne opone, las autoridades tradicionales del humanismo a su experiencia individual: si Plutarco y Séneca son sus autores predilectos, no por ello deja de lado a historiadores y poetas: cientos de citas en prosa o en verso, en francés y en latín, a menudo hábilmente modificadas, componen un texto a muchas voces. Lejos de constituir un adorno gratuito o una autoridad paralizada, este omnipresente intertexto ilustra o apela a la reflexión: "No digo a los demás salvo para afirmar tanto más lo que digo yo".

## "Conócete a ti mismo"
La unidad de los Ensayos reside en el procedimiento original que hace de la investigación filosófica el espejo del autor: "Es a mí a quien pinto." Sea cual sea el tema tratado, el objetivo buscado es el conocimiento de sí mismo, la evaluación de su propio juicio, la profundización de sus inclinaciones: "Últimamente que me retiré a mi casa, librándome en la medida de lo posible de mezclarme en otra cosa que no sea pasar en reposo y apartado lo poco que me queda de vida: me parece que no puedo hacerle mayor favor a mi espíritu que el de dejarlo ocioso, para que se mantenga por sí mismo y que se detenga y se asiente en sí" (I, 8). Más allá de ese proyecto sin precedentes, que nos desvela los gustos y opiniones de un gentilhombre perigordino del siglo XVI, así como sus costumbres y manías más secretas, el genio de Montaigne consiste en iluminar la dimensión universal de ese autorretrato: en la medida en la que "todo hombre lleva la forma entera de la condición humana", la puesta en marcha del precepto socrático "Conócete a ti mismo" desemboca en una vertiginosa exploración de los enigmas de nuestra condición, en su miseria, su vanidad, su inconstancia, pero también en su dignidad.
Humanista por su gusto hacia las letras antiguas, Montaigne lo es aún más en el sentido filosófico, por su alto concepto del ser humano y del respeto que se le debe. Su pedagogía no violenta, que apuesta por el diálogo y el conocimiento de los otros, sus valientes denuncias del naciente colonialismo o de la caza de brujas le enfrentan a todo tipo de fanatismo y estupidez, de servilismo o de crueldad. Su apertura ante los demás y su espíritu tolerante sitúan a Montaigne, este "hombre honesto" muy cerca de la cultura actual. Su relativismo justifica la relación carente de dogmatismo que Montaigne establece con su lector: él mismo cuestiona sus propias palabras, subrayando lo contingente de sus "estados de ánimo y opiniones", sometidas a "sacudidas" y a los sucesos del mundo ("no pinto el ser, pinto el paso"), Montaigne nos deja una obra abierta, cuya falta de final parece una invitación a proseguir la investigación y el diálogo.

### Traducciones completas
- Ensayos de Montaigne, seguidos de todas sus cartas conocidas hasta el día (1899). En dos tomos. Traducción, introducción y notas de Constantino Román y Salamero. París: Casa Editorial Garnier Hermanos. Reeditado en 1912 y 1938. También publicado como Ensayos (1941) por Aguilar; Ensayos (1945) por la Secretaría de Educación Pública de México (traducción retocada por Evelyne de Hassin); y Ensayos (1948) por editorial Ateneo.
- Ensayos completos (1947-1963). En cuatro tomos. Traducción de Juan de Luaces. Barcelona: Iberia. También publicado en un volumen como Ensayos completos (1984) por Orbis y Ensayos completos (1991) por Porrúa.
- Ensayos (1971). Traducción de Enrique Azcoaga. Madrid: Edaf.
- Ensayos I (1985), II y III (1987). Traducción de Almudena Montojo. Edición de María Dolores Picazo. Madrid: Cátedra. También publicada en tres tomos por Altaya (1994) y en un tomo como Ensayos completos (2003) por Cátedra (Biblioteca Áurea). Edición e introducción de Álvaro Muñoz Robledano.
- Los ensayos (según la edición de 1595 de Marie de Gournay) (2007). Prólogo de Antoine Compagnon. Edición y traducción de J. Bayod Brau. Colección Ensayo, 153. 1738 páginas. Barcelona: El Acantilado. ISBN 978-84-96834-17-0. Edición en tres tomos: 2021. ISBN 978-84-1837-06-25
- Ensayos (2014). Traducción, notas, introducción y bibliografía de Javier Yagüe Bosch. Primera edición bilingüe francés-español. Barcelona: Galaxia Gutenberg/Círculo de Lectores. ISBN 978-84-15472-65-0. Segunda edición revisada: Galaxia Gutenberg, 2021. ISBN 978-84-18807-23-7.

### Traducciones parciales
- Traducción perdida de Baltasar de Zúñiga (1620 aproximadamente). La menciona Diego de Cisneros.
- Traducción del libro I por Diego de Cisneros (1634-1636). Inédita. Se conserva en la Biblioteca Nacional de España y fue objeto de una tesis de Otilia López Fanego (1974).

- Ensayos I (2005). Madrid: Gredos. Introducción, traducción y notas de Marie-José Lemarchand. ISBN 978-84-96834-17-0.
- Ensayos I (2008) y II (2009). Traducción de Pierre Jacomet. Valparaíso: Ediciones El Olivo Ltda.
- Ensayos. Diario del viaje a Italia. Correspondencia (2016). Edición y traducción de Gonzalo Torné. Barcelona: Penguin Clásicos. ISBN: 978-84-9105-249-4.